# هلفيلة إبرية
هلفيلة إبرية (الاسم العلمي: Helvella acicularis) هي نوع من الفطريات يتبع جنس الهلفيلة من الفصيلة الهلفيلية.